# Okesa neko
Okesa neko (おけさ猫; „Okesa, die Katze“) ist eine Sagengestalt der japanischen Folklore um eine Bakeneko, die als hübsche, junge Geisha singend und musizierend durch Japan gezogen sei, um die Schulden ihrer ehemaligen Besitzerin abbezahlen zu können.

## Legende
Die älteste überlieferte Legende stammt aus der Provinz Sado. Der Sage nach lebte auf der Insel Sado eine alte Frau, die als Katzensammlerin bekannt war. Sie besaß dutzende von ihnen und sie kümmerte sich aufopfernd um ihre Tiere. Doch irgendwann versiegte ihr Vermögen und sie konnte sich immer weniger Futter für die Katzen leisten. So kam es, dass mehr und mehr Katzen ihre Herberge verließen, bis nur noch eine Katze übrig war. Diese Katze war der absolute Liebling unter ihren Schützlingen gewesen. Für sie würde die alte Frau eher verhungern, als dass sie das Tier je hergeben könnte. Und so flehte die alte Frau das Tier täglich an, nicht fortzugehen. Doch eines Morgens war die Katze verschwunden. Die alte Frau war am Boden zerstört und sie weinte tagelang bitterlich. Eines Morgens aber klopfte es an ihrer Tür und ein hübsches Mädchen trat ein. Der alten Frau fiel sogleich auf, dass der edle Kimono, den das Mädchen trug, exakt dasselbe Muster und dieselbe Farbe hatte, wie das Fell ihrer einstigen Lieblingskatze. Das Mädchen stellte sich als „Okesa“ vor und behauptete, sie könne der Katzenoma all ihr verlorenes Geld wiederbeschaffen. Natürlich war die alte Frau zunächst misstrauisch, doch Okesa bestand auf ihrer Behauptung.
Wenig später bereisten Okesa und die Katzenoma Edo, wo ein reicher Adliger junge Damen anheuerte, um sich bei ihm als Geishas ausbilden zu lassen. Als der Mann Okesa erblickte, war er sofort fasziniert von ihr. Er bot ihr und der alten Frau so viel Geld an, dass die Katzenoma lange und gut davon leben konnte. Schon bald darauf ging ein erstauntes Raunen und Murmeln in ganz Edo um eine neue Geisha um, die so schön sei und so gut singen könne, dass selbst die Vögel vor Neid verstummten. Jeder wollte Okesa singen und musizieren hören und egal, in welchem Teehaus oder Restaurant Okesa auftrat, waren die Häuser und deren Zimmer im Nu ausverkauft und überfüllt. 
Doch eines Abends trat Okesa für einen reichen Hafenbesitzer auf, der sie auf sein großes und schönes Hausboot eingeladen hatte. Nach einem vergnüglichen Abend mit viel Sake und Gesang, wachte der Kapitän mitten in der Nacht auf und hörte ein seltsames Geräusch aus einem Nebenzimmer. Jenes Zimmer hatte er an Okesa vermietet. Als der Kapitän vorsichtig ins Zimmer lugte, bekam er einen solchen Schreck, dass er im Nu wieder nüchtern war: auf dem Bett, gekleidet in Okesas Kimono, saß eine riesige Katze und verzehrte die Fischköpfe des vergangenen Abends. Die Katze starrte ihn eiskalt an und sprach: „Verrate mich und ich komme über Dich!“, dann sprang die Katze vom Boot und verschwand. Eine Zeit lang schwieg der Kapitän, doch nach einem weiteren Trinkabend verplapperte er sich und erzählte seinen Matrosen von seiner Begegnung mit Okesa. Die Männer lachten ihn aus und frustriert ging der Kapitän ans Deck, um Luft zu schnappen. Plötzlich erschien Okesa in Gestalt einer riesigen Katze, packte ihn und tunkte ihn mehrfach im Wasser auf und ab. Der Mann schrie nach Leibeskräften und als seine Männer an Deck kamen und eingreifen wollten, schaukelte Okesa das Boot so heftig, dass die Matrosen fast über Bord gingen. Dann verschwand Okesa und nahm den Kapitän mit.

## Hintergründe
Der Name, den die Sagengestalt angenommen haben soll, rührt von einer Musikrichtung namens Okesa bushi (おけさ節: „Okesa-Stil“) her, die zu Beginn der Edo-Zeit im frühen 18. Jahrhundert aufkam und ihren Ursprung in der Provinz Sado auf der gleichnamigen Insel hatte. Die Sage ist bis heute auch unter dem Titel „Die singende Geisha von Sado“ bekannt und beliebt und fand sogar Eingang ins traditionelle Nō-Theater. Als Bakeneko bezeichnet die japanische Folklore eigentlich einen speziellen Typ von Yōkai (妖怪; „Dämon“) in Gestalt einer außerordentlich großen Hauskatze mit der Fähigkeit, die Leichname kürzlich Verstorbener wie Marionetten zu steuern und/oder die Gestalt kürzlich verstorbener Familienmitglieder anzunehmen. Manche Bakeneko sollen auch Irrlichter beschwören können. Dass mit Okesa eine gutherzige Bakeneko auftritt, ist eher ungewöhnlich, da Bakeneko für gewöhnlich als heimtückisch und rachsüchtig beschrieben werden. Deshalb mutmaßen manche Folkloristen, dass Okesa eher von der gutartigen und glückbringenden Maneki-neko inspiriert worden sein könnte.